# Tuomo Mannermaa
Tuomo Mannermaa (* 29. September 1937 in Oulu; † 19. Januar 2015 in Espoo) war ein finnischer lutherischer Theologe. Er war von 1980 bis zu seiner Emeritierung Professor für Ökumenische Theologie an der Universität Helsinki. 
Mannermaa wurde bekannt durch seine Kritik an der Leuenberger Konkordie sowie für seine Beiträge zum Dialog mit der Orthodoxen Kirche. Mit seinen Schülern (u. a. Simo Peura, Risto Saarinen, Antti Raunio) begründete er die sogenannte neue finnische Lutherschule, die Luthers Verständnis der Rechtfertigung in eine enge Beziehung zum orthodoxen Verständnis der „Theosis“ (Vergottung) rückte.

## Schriften (Auswahl)
- Lumen fidei et obiectum fidei adventicium. – Helsinki, 1970.
- Karl Rahnerin varhainen filosofinen antropologia. – Helsinki : Missiologian ja ekumeniikan Seura 1971.
- Von Preußen nach Leuenberg. Hintergrund und Entwicklung der theologischen Methode der Leuenberger Konkordie. Arbeiten zur Geschichte und Theologie des Luthertums, Neue Folge 1. Hannover: Lutherisches Verlagshaus, 1981. ISBN 3-7859-0480-0.
- Hrsg. (mit Anja Ghiselli und Simo Peura): Thesaurus Lutheri: auf der Suche nach neuen Paradigmen der Luther-Forschung. Referate des Luther-Symposiums in Finnland, 11.–12. November 1986. – Helsinki : Finn. Theolog. Literaturges., 1987.
- Der im Glauben gegenwärtige Christus : Rechtfertigung und Vergottung. Zum ökumenischen Dialog. – Hannover: Luther. Verl.-Haus, 1989.
- Glaube, Bildung und Gemeinschaft bei Luther. - In: Lutherjahrbuch, Bd. 66 (1999), S. 167–196.
- Two kinds of love: Martin Luther’s religious world. Fortress Press, 2010.